# Knight and Day
Knight and Day ist eine US-amerikanische romantische Actionkomödie aus dem Jahr 2010 mit Tom Cruise und Cameron Diaz in den Hauptrollen. Regie führte James Mangold.

## Handlung
June Havens hat in Wichita Ersatzteile für einen 1966er Pontiac GTO (ein Erbstück ihres Vaters) gekauft, um diesen als Hochzeitsgeschenk für ihre Schwester April herzurichten. Als sie in ihre Heimatstadt Boston zurückkehren will, trifft sie am Flughafen mit Roy Miller zusammen, einem Geheimagenten. Er rempelt sie absichtlich an und versteckt in ihrem Koffer eine mysteriöse Batterie namens „Zephyr“, um diese ungesehen durch die Sicherheitsschleusen zu bringen. Die Batterie soll eine ganze Kleinstadt versorgen können und unerschöpflich sein. Da June viele Autoteile in ihrem Koffer hat, wird die Batterie nicht bemerkt. Roy rempelt sie noch einmal an und bringt so die Batterie wieder an sich. Zunächst erklärt man June, der Flug sei voll, obwohl sie eine Bordkarte hat, und man werde sie auf einen anderen Flug umbuchen. Roy bekommt jedoch noch einen Platz. Das FBI hat Roy beobachtet, da er ein gesuchter Geheimagent ist. Man hat die Zusammenstöße mit Roy gefilmt und vermutet, dass June eine Komplizin ist. Daraufhin wird arrangiert, dass sie doch noch einen Platz im Flugzeug bekommt. Im Flugzeug sitzen zu Junes Verwunderung aber fast keine Passagiere, so gut wie alle Sitze sind leer.
Sie unterhält sich mit Roy und verschüttet bei einer Turbulenz ihr Getränk. Während June sich deshalb in der Flugzeugtoilette frisch macht, greifen alle Passagiere und das Flugpersonal Roy an. Dieser schafft es, alle umzubringen, jedoch tötet er auch einen der Piloten, der im Sterben versehentlich den anderen Piloten erschießt. June hat in der Toilette von all dem nichts bemerkt. Roy versucht ihr alles zu erklären, doch sie hält es für einen Scherz. Erst als Roy im Cockpit verschwindet, erkennt sie, dass alle anderen Flugzeuginsassen tot sind. Roy kann das Flugzeug auf einem Maisfeld bruchlanden. Anschließend gibt er June ein Betäubungsmittel, sodass sie einschläft. Davor sagt er ihr, sie solle mit niemandem über ihn reden und wegrennen, wenn jemand sie in einem Fahrzeug mitnehmen wolle. Besonders soll sie darauf achten, ob ihr erklärt werde, dass man sie zu ihrem eigenen Schutz wegbringen werde und sie nun sicher sei – da man sie dann vermutlich umbringen werde.
Am nächsten Morgen wacht sie in ihrer Wohnung in Boston auf und kann sich nicht erinnern, wie sie nach Hause gekommen ist. Sie findet einen Zettel von Roy mit Anweisungen, was sie nicht tun sollte. Danach fährt sie zu ihrer Schwester, um wie geplant das Kleid für deren bevorstehende Hochzeit anzuprobieren. Dabei taucht das FBI auf, befragt sie zunächst zum Vorfall im Flugzeug, um ihr dann zu erklären, dass man sie zu ihrem eigenen Schutz wegbringen werde und sie nun sicher sei.
Während der Fahrt taucht Roy auf und befreit June. Dabei werden die FBI-Agenten getötet. June flüchtet aus dem Feuergefecht zu ihrem Exfreund Rodney, einem Feuerwehrmann, dem sie bei einem Restaurantbesuch alles zu erklären versucht. Er schenkt ihr keinen Glauben und hält sie der Hochzeit wegen für gestresst.
Roy findet die beiden, doch noch immer will Rodney ihr nicht glauben. Erst als Roy eine Pistole zieht und allen im Restaurant befiehlt, sich auf den Boden zu legen, versucht er, ihr zu helfen. Roy schießt auf Rodney, der leicht verletzt überlebt und später von den Medien zum Helden erklärt wird. June will zunächst fliehen, doch als Roy ihr erklärt, dass er einem Freund helfen muss, geht sie freiwillig mit ihm.
Er erzählt ihr, dass er mit einem Kollegen namens Fitzgerald auf einen Erfinder namens Simon Feck aufpassen sollte, der eine sensationelle Batterie erfunden habe. Roy sei jedoch dahintergekommen, dass Fitzgerald die Batterie stehlen und verkaufen wolle, was ihm aber niemand geglaubt habe. Vielmehr sei es Fitzgerald gelungen, die Wahrheit zu verdrehen, weswegen Roy jetzt verfolgt werde. Er habe jedoch Simon Feck verstecken können.
Beide fahren nach Brooklyn, doch als sie dort Simons Versteck in einer Lagerhalle aufsuchen, ist er verschwunden. Roy findet eine Nachricht von ihm, die einen Hinweis auf einen Zug durch die österreichischen Alpen enthält, jedoch werden sie in der Lagerhalle von zahlreichen Angreifern überrascht: Leute von Antonio, einem spanischen Mafiahändler, der die Batterie in seinen Besitz bringen will. In letzter Sekunde gelingt es ihnen zu entkommen. Roy gibt June wieder ein Betäubungsmittel, und nach einer bruchstückhaft erlebten Flucht erwacht sie auf einer kleinen Insel. Sie entdeckt auf Roys Handy, dass dieser eine bestimmte Adresse überwacht. Roy glaubt sich auf der Insel sicher, doch geht June an ihr Mobiltelefon und Antonios Leute können sie orten. Die Insel wird daraufhin mit einer Kampfdrohne angegriffen und die beiden müssen mit einem von Roy auf der Insel stationierten Helikopter fliehen.
June wacht im Abteil eines Zugs durch Österreich auf und trifft einen Mann, den sie für Simon, den Erfinder der Batterie, hält. Während des Gesprächs mit ihm findet June eine Nachricht von Roy, wonach dieser mit Simon vorne in der Lokomotive sei. Sie bittet den Mann, ein Getränk für sie zu bestellen, und läuft durch den Zug. Der falsche Simon folgt ihr; in der Zugküche treffen sie auf Roy und den echten Simon. Roy erklärt ihm, dass der Mann ein gefährlicher Attentäter sei, der Antonio die Batterie bringen und sie alle umbringen soll. Gemeinsam gelingt es Roy und June, den Mann zu überwältigen und aus dem Fenster zu stürzen. Die drei fahren nach Salzburg und quartieren sich dort in einem Hotel ein. Zufällig erfährt June, dass Roy sich abends mit jemandem treffen will. Roy bittet sie, das Hotel aus Sicherheitsgründen nicht zu verlassen, sie jedoch folgt ihm heimlich.
Sie sieht ihn mit einer Frau und hört, dass er die Batterie verkaufen will. Auf dem Weg ins Hotel wird sie von der CIA-Direktorin George und Roys ehemaligem Partner Fitzgerald abgefangen. Diese erklären ihr, dass Roy lüge, alles genau umgekehrt sei, und er die Batterie verkaufen wolle, was das belauschte Gespräch zu bestätigen scheint.
Sie geben ihr einen als Stift getarnten Sender, auf den sie drücken soll, wenn sie sich sicher ist, dass Roy die Batterie hat. Sie kehrt ins Hotel zurück und trifft dort auf Roy. Er legt die Batterie in ihrer Anwesenheit in einen Sektkübel mit Eis, denn sie darf nicht zu heiß werden. June verrät Roy durch Betätigen des Senders, und in wenigen Sekunden sind ein Einsatzkommando der Polizei sowie Fitzgerald da, doch Roy entkommt. Im Verlauf der anschließenden Verfolgungsjagd wird Roy angeschossen und fällt in die Salzach. Er taucht nicht mehr auf und wird für tot gehalten. Fitzgerald nimmt Simon Feck mit.
Während Roy als tot gilt, kehrt June nach Hause zurück und feiert die Hochzeit ihrer Schwester.
Als sie sich an die von Roy überwachte Adresse erinnert, beschließt sie, diese aufzusuchen, da sie sie für eines seiner Verstecke hält. Stattdessen trifft sie dort auf seine Mutter Molly Knight und deren Mann, die denken, ihr Sohn sei heldenhaft bei einem Einsatz in Kuwait gestorben. Anhand eines Fotos erkennt June Roy, dessen Mutter stellt ihn als Matthew vor. Auch erwähnt die Mutter, dass ihr Sohn ein ausgezeichneter Schwimmer sei. Finanziell geht es den Eltern gut, da sie mehrmals in Lotterien gewonnen haben, obwohl der Vater abstreitet, jemals Lose gekauft zu haben.
Nach dem Gespräch ist sie überzeugt, dass Roy noch am Leben ist. Um ihn zu finden, spricht sie auf ihren eigenen Anrufbeantworter die Nachricht, dass sie die Batterie habe und an einem bestimmten Ort warten werde, um sie zu übergeben. Sie geht davon aus, dass ihr Anschluss abgehört wird. Tatsächlich tauchen am Treffpunkt Männer auf und nehmen sie gefangen. Sie wird erneut betäubt und wacht in Sevilla auf, wohin Antonios Leute sie verbracht haben. Dieser spritzt ihr ein Wahrheitsserum und will von ihr erfahren, wo die Batterie ist. Aufgrund des Wahrheitsserums gibt sie zu, sie nicht zu haben. Sie schwärmt Antonio von Roy vor und davon, dass er bestimmt noch am Leben und in der Nähe sei, denn wo die Bösen seien, sei er nicht weit. Antonio befiehlt seinen Männern, June zu töten. Zwischenzeitlich ist Fitzgerald eingetroffen, der zwar nicht die Batterie hat, aber dafür Simon Feck, deren Erfinder, den er Antonio gegen Geld überlassen will.
Tatsächlich hat Roy überlebt und Fitzgerald überwacht; er ist ihm nach Spanien gefolgt. Er bekommt zufällig mit, dass auch June dort ist, und rettet sie.
Gemeinsam verfolgen sie auf einem Motorrad Fitzgerald und Antonio. Sie können Antonio und seine Männer ausschalten, aber Fitzgerald entkommt zunächst. June und Roy finden Fitzgerald und Simon an einem Steg und Roy muss ihm die Batterie geben, da Fitzgerald droht, Simon andernfalls zu erschießen. Simon erwähnt, er könne eine zweite Batterie anfertigen, womit er den Wert der Batterie senken würde. Fitzgerald schießt daher auf Simon. Roy fängt den Schuss ab und wird schwer verletzt. Fitzgerald flieht mit einem Wasserflugzeug. Da die Batterie jedoch fehlerhaft ist und nicht gekühlt wird, explodiert sie mit Fitzgerald und seinem Flugzeug.
Roy erwacht im Krankenhaus. Director George entschuldigt sich bei ihm, weil sie dem falschen Mann vertraut habe. June sei zurückgekehrt in ihre eigene Welt, und er müsse weiter als Agent arbeiten. Der Verzicht auf private Bindungen gehöre zum Agentengeschäft. Zum Abschluss erklärt sie ihm, dass man ihn morgen zu seinem eigenen Schutz wegbringen werde und er nun sicher sei.
June kommt, getarnt als Krankenschwester, zu ihm und gibt ihm ein Betäubungsmittel. Bruchstückhaft erlebt er die Flucht der beiden aus dem Krankenhaus. Roy und June machen sich in deren Pontiac GTO auf den Weg nach Kap Hoorn in Chile.
In alternativen Schnittversionen ist die letzte Szene, dass Roys Eltern Flugtickets nach Kap Hoorn erhalten, obwohl Roys Vater abstreitet, die Tickets gekauft zu haben.

## Musik
Die Filmmusik wurde von John Powell komponiert. Der restliche Soundtrack setzt sich aus Liedern der französischen Musikgruppe Gotan Project („Diferente“, „Santa Maria“, „Santa Maria – Pepe Bradock Mix“) sowie Titeln weiterer Gruppen wie etwa The Black Eyed Peas („Someday“), The Kingsmen („Louie Louie“), The Sonics („Shot Down“") oder der Scorpions („Rock You Like a Hurricane“) zusammen.

## Kritiken
Der Film erhielt gemischte Kritiken. Das Filmkritik-Portal Rotten Tomatoes gibt für den Film 52 % positive Rezensionen bei 232 Rezensionen an, und er hat einen Metascore von 46 von 100 bei Metacritic.

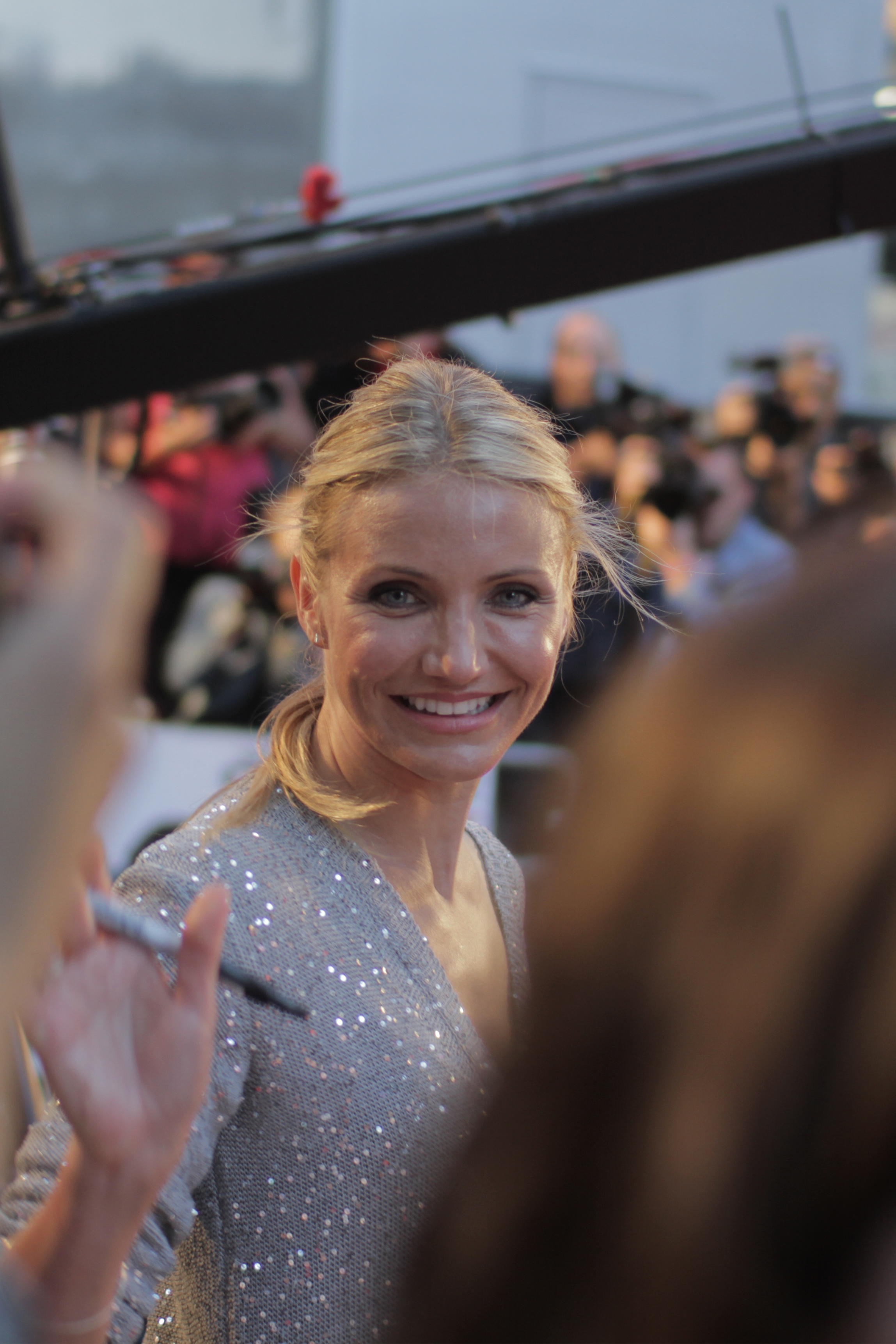
Cameron Diaz spielt June Havens

„Von Regisseur James Mangold (‚Todeszug nach Yuma‘) leichthändig inszeniert, bietet der Film durchweg spannende Unterhaltung, bei der auch der Humor nicht zu kurz kommt. Fazit: Kluge und humorvolle Actionromanze, die durchweg Kurzweil und zwei Superstars liefert, zwischen denen die Chemie spürbar stimmt.“

„Der Actionmotor läuft hochtourig, womit ‚Knight and Day‘ die Prioritäten letztlich doch anders setzt als seine Charme und Eleganz betonenden Vorbilder. In der komisch-romantischen Zentralpaarung aber wird die Tradition gewahrt. Das Zusammenspiel von Cruise und Diaz, die nach ‚Vanilla Sky‘ erneut gemeinsam vor der Kamera stehen, funktioniert. Beide zeigen exakt das, was sie populär machte. ‚Knight and Day‘ ist also nicht nur für die Figuren, sondern auch für den Zuschauer Vertrauenssache.“

„Der locker-ironische Score von John Powell suggeriert es gleich von der ersten Minute an: Bitte nicht alles so bierernst nehmen. Diesem Credo folgt James Mangold in seinem Romantik-Action-Spionage-Komödien-Gemisch konsequent und bietet so ein hochoktaniges, absurdes Spektakel mit einem gut aufgelegten Starduo, rasanten Verfolgungsjagden und dem Anspruch ans Publikum, das alles bitte nicht allzu genau zu hinterfragen…“

„Stahlvisage trifft Kicher-Blondchen. In James Mangolds Agentenkomödie ‚Knight and Day‘ lächeln sich Tom Cruise und Cameron Diaz an den Rand der Besinnungslosigkeit. Leider erfolglos: Als Schmunzel-Terminatoren bleiben sie auch in Badehöschen unattraktiv … Unter Gesichtspunkten des Actionkinos ist dieses Werk ein Super-GAU …“

„Turbulent-romantische Agentenkomödie nach gängigen Mustern, die aber durchaus kurzweilig unterhält, wobei sie mit einem kräftigen ironischen Augenzwinkern mit dem Motiv doppelter Identitäten spielt.“

## Hintergrund/Entstehung
Die Dreharbeiten fanden im September 2009 in Boston und Bridgewater in den Vereinigten Staaten, in Sevilla in Spanien und in Salzburg und Scharnitz in Österreich statt. Bevor Tom Cruise zugesagt hatte, waren auch Chris Tucker, Gerard Butler und Adam Sandler für die Hauptrolle in „Knight and Day“ im Gespräch. Am 21. Juli 2010 hatte der Film in München Deutschland-Premiere.
Der Film war vor allem außerhalb der Vereinigten Staaten erfolgreich und spielte bei Produktionskosten von 117 Millionen US-Dollar weltweit über 250 Millionen US-Dollar ein.
Der Kaufstart der DVD war in Deutschland der 26. November 2010.